# Gmina Olszanka (Powiat Brzeski)
Die Gmina Olszanka ist eine Landgemeinde im Powiat Brzeski in der Woiwodschaft Opole in Polen. Sitz der Gemeinde ist das Dorf Olszanka (deutsch: Alzenau).

## Geographische Lage
Die Gemeinde erstreckt sich südlich der Kreisstadt Brzeg (Brieg), im Westen der Woiwodschaft Opole, an der Grenze zur Woiwodschaft Niederschlesien.

## Gemeinde
Die Landgemeinde Olszanka umfasst ein Gebiet von 92,61 km² mit 4987 Einwohnern. Sie besteht aus 10 Ortsteilen (deutsche Namen) mit Schulzenämtern:

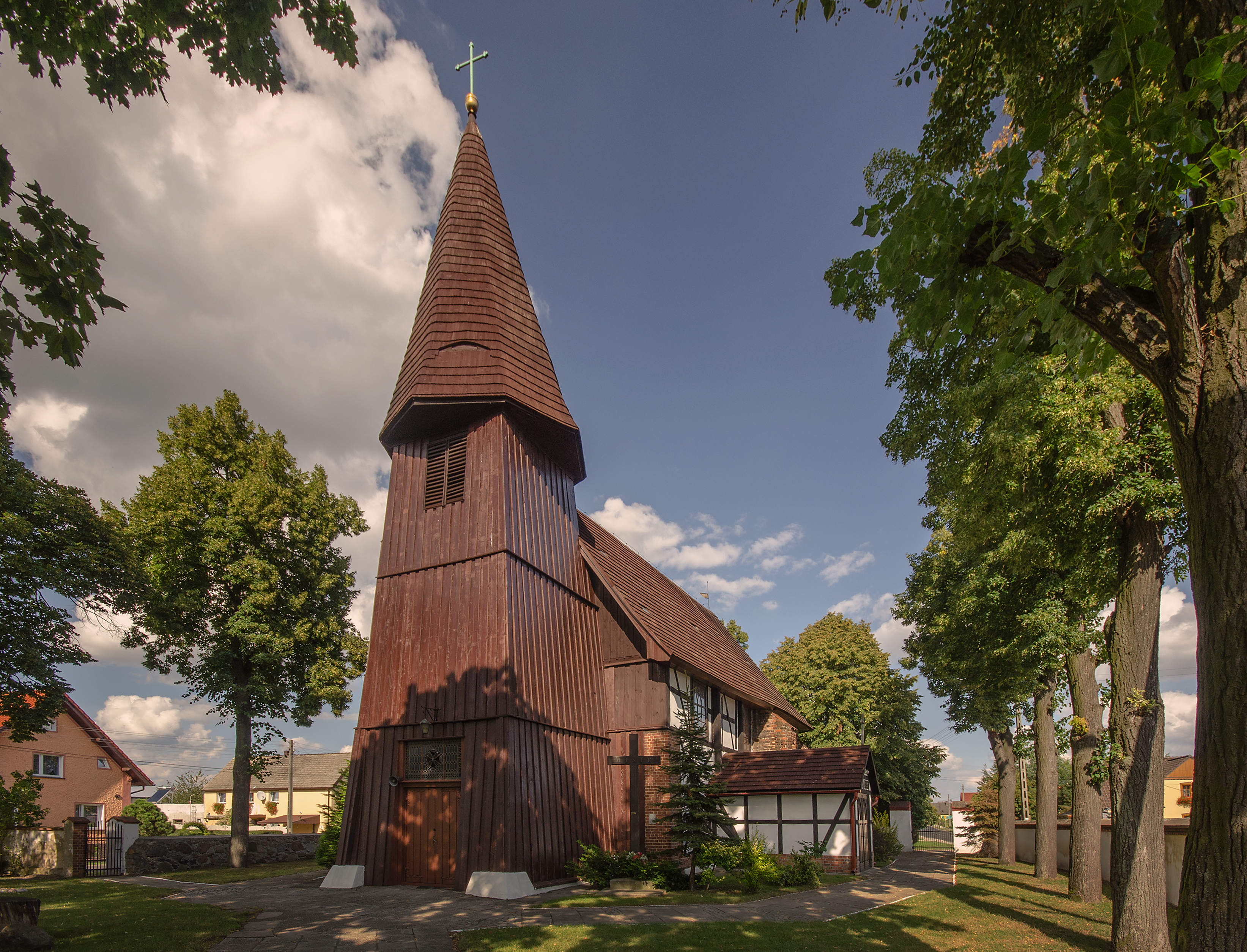
Dorfkirche von Krzyżowice

| - Czeska Wieś (Böhmischdorf) - Gierszowice (Giersdorf) - Jankowice Wielkie (Groß Jenkwitz) - Janów (Johnsdorf) - Krzyżowice (Kreisewitz) | - Michałów (Michelau) - Obórki (Schönfeld) - Olszanka (Alzenau) - Pogorzela (Pogarell) - Przylesie (Konradswaldau) |

## Sehenswürdigkeiten
Im Gemeindegebiet finden sich einige mittelalterlichen Dorfkirchen. Die Kirchen von Krzyżowice, Pogorzela und Przylesie sind aufgrund ihrer Wandmalereien Teil eines regionalen, um die Stadt Brzeg herumführenden Kulturwegs (Szlak Polichromii Brzeskich).

## Politik

### Gemeindevorsteher
An der Spitze der Gemeindeverwaltung steht der Gemeindevorsteher. Seit 2024 ist dies Tymoteusz Drebschok vom „Wahlkomitee der volksnahen Wähler“. Bei der turnusmäßigen Wahl im April 2024 ergab sich folgendes Ergebnis:
- Tymoteusz Drebschok (Wahlkomitee der volksnahen Wähler) 42,2 % der Stimmen
- Aneta Rabczewska (Wahlkomitee Aneta Rabczewska) 35,8 % der Stimmen
- Monika Kamińska (Wahlkomitee Gemeindevorsteherin Monika Kamińska) 22,0 % der Stimmen

Bei der danach notwendigen Stichwahl setzte sich Drebschok mit 62,6 % klar gegen Amtsinhaberin Rabczewska durch.
Bei der turnusmäßigen Wahl im Oktober 2018 wurde Aneta Rabczewska ohne Gegenkandidaten mit 73,9 % der Stimmen gewählt.

### Gemeinderat
Der Gemeinderat besteht aus 15 Mitgliedern und wird von der Bevölkerung direkt in Einpersonenwahlkreisen gewählt. Die Gemeinderatswahl 2024 führte zu folgendem Ergebnis:
- Wahlkomitee Aneta Rabczewska 38,8 % der Stimmen, 7 Sitze
- Wahlkomitee der volksnahen Wähler 36,2 % der Stimmen, 6 Sitze
- Wahlkomitee Gemeindevorsteherin Monika Kamińska 16,9 % der Stimmen, 1 Sitz
- Wahlkomitee „Bewegung für Polen“ 8,1 % der Stimmen, 1 Sitz

Die Gemeinderatswahl 2018 führte zu folgendem Ergebnis:
- Polskie Stronnictwo Ludowe (PSL) 41,2 % der Stimmen, 4 Sitze
- Wahlkomitee Aneta Rabczewska 39,1 % der Stimmen, 10 Sitze
- Wahlkomitee für die Entwicklung des Dorfes Przylesie 19,7 % der Stimmen, 1 Sitz

### Städtepartnerschaften
Olszanka unterhält eine Partnerschaft mit der deutschen Stadt Altenkirchen (Westerwald) im Bundesland Rheinland-Pfalz.

## Persönlichkeiten
- Moritz von Prittwitz (1795–1885), preußischer General der Infanterie
- Bernhard Karl Heinrich von Prittwitz (1796–1881), preußischer Generalmajor